# Listă de filme sovietice din 1937
- Filme sovietice din: 1936 — 1937 — 1938

Aceasta este o listă de filme produse în Uniunea Sovietică în 1937.
| Titlu                            | Titlu original                             | Regizor                            | Distribuție                                                          | Gen         | Note         |
| -------------------------------- | ------------------------------------------ | ---------------------------------- | -------------------------------------------------------------------- | ----------- | ------------ |
| 1937                             |                                            |                                    |                                                                      |             |              |
| Copiii căpitanului Grant         | Дети капитана Гранта, Deti kapitana Granta | Vladimir Vainștok David Gutman     | Nikolai Cerkasov, Iakov Segel, Olga Bazanova                         | Aventuri    |              |
| Călătorii veseli                 | Веселые путешественники                    | Anisim Mazur                       | Serghei Antimonov, Klavdia Koreneva, Nina Stravinskaia               |             |              |
| Cămătarul                        | Гобсек, Gobsek                             | Konstantin Eggert                  | Leonid Leonidov, Aleksandr Shatov, Elena Gogoleva și Mihail Sadovski |             | Dramatic     |
| The Ballad of Cossack Golota     | Дума про казака Голоту                     | Igor Savchenko                     | Konstantin Nassonov                                                  | Drama       |              |
| Bezhin Meadow                    | Бежин луг                                  | Sergei Eisenstein                  | Vitya Kartashov, Nikolai Khmelyov                                    | Drama       | Film pierdut |
| The Defense of Volotchayevsk     | Волочаевские дни                           | Vasilyev brothers                  | Varvara Myasnikova                                                   | Drama       |              |
| In Memory of Sergo Ordzhonikidze | Памяти Серго Орджоникидзе                  | Dziga Vertov                       |                                                                      | Documentary |              |
| Lenin in October                 | Ленин в Октябре                            | Mikhail Romm, Dmitriy Vasilev      | Boris Shchukin, Nikolai Okhlopkov, Vasili Vanin                      | Biopic      |              |
| The Lonely White Sail            | Белеет парус одинокий                      | Vladimir Legoshin                  | Igor But                                                             | Aventuri    |              |
| Lullaby                          | Колыбельная                                | Dziga Vertov                       |                                                                      | Documentar  |              |
| Marriage                         | Женитьба                                   | Erast Garin                        | Erast Garin                                                          | Comedie     |              |
| The Miners                       | Шахтёры                                    | Sergei Yutkevich                   | Boris Poslavsky                                                      | Drama       |              |
| Petru cel Mare                   | Пётр Первый                                | Vladimir Petrov                    | Nikolai Simonov, Nikolai Cerkasov, Alla Tarasova                     | Biografic   |              |
| Pugachev                         | Пугачёв                                    | Pavel Petrov-Bytov                 | Konstantin Skorobogatov                                              | Drama       |              |
| The Return of Maxim              | Возвращение Максима                        | Grigori Kozintsev, Leonid Trauberg | Boris Chirkov                                                        | Drama       |              |
| Without Dowry                    | Бесприданница                              | Yakov Protazanov                   | Nina Alisova                                                         | Drama       |              |
| Young Pushkin                    | Юность поэта                               | Abram Naroditsky                   | Valentin Litovsky                                                    | Biografic   |              |